# عبد الله بن سلمة البلوي
أبو الحارث عبد الله بن سلمة بن مالك بن الحارث البلوي صحابي جليل من قبيلة بلي وهو حليف لقبيلة الأوس من الأنصار شهد مع النبي محمد ﷺ غزوة بدر وغزوة أحد وقُتِل فيها شهيداً. وقال ابن الأثير الجزري: «كان عبد الله بن سلمة يُكَنى بأبي مُحَمد وأمه أنيسة بنت عدَي ، وقد شهد بدراً، وفي يوم أحد شهيدًا قتله عبد الله بن الزبعري».

## اسمة و نسبة
هو عَبْد اللَّهِ بْن سَلَمَة بْن مَالِك بْن الْحَارِث بْن عدي بْن الجد بْن العجلان بن حَارِثَة بْن ضبيعة بْن حرَام بْن جعل بْن عَمْرو بْن جشم بْن وَدم بْن ذيبان بْن هميم بْن ذهل بْن هني بْن بلي بْن عَمْرو بْن الحاف بْن قضاعة بن معد بن عدنان من ذرية اسماعيل بن ابراهيم عليهم السلام 